# Rhyssemus trisulcatus
Rhyssemus trisulcatus är en skalbaggsart som beskrevs av Rudolph Petrovitz 1956. Rhyssemus trisulcatus ingår i släktet Rhyssemus och familjen Aphodiidae. Inga underarter finns listade i Catalogue of Life.